# دیوید استروناخ
دیوید استروناخ (انگلیسی: David Stronach؛ زاده ۱۰ ژوئن ۱۹۳۱ – درگذشته ۲۷ ژوئن ۲۰۲۰) باستان‌شناس اهل اسکاتلند و کارشناس تاریخ ایران و عراق و استاد دانشگاه برکلی بود.
استروناخ که متخصص آثار تمدن ایران پیش از اسلام بود در یافتن بازمانده‌های پاسارگاد نقش مهمی داشت.
وی مدرک کارشناسی ارشد خود را در سال ۱۹۵۸ از دانشگاه کمبریج دریافت کرد و در دهه‌های ۱۹۶۰ و دهه ۱۹۷۰ (میلادی) مدیر مؤسسه بریتانیایی پژوهش‌های ایرانی در تهران بود. استروناخ در دهه ۱۹۹۰ (میلادی) اقدام به انجام حفاری‌های باستان‌شناسی در چندین بخش نینوا در میان‌رودان نمود.
وی برندهٔ سی و نهمین مدال انجمن باستان‌شناسی آمریکا بود. او یکی از نویسندگان دانشنامه ایرانیکا به‌شمار می‌رفت که مقالات متعددی را برای این دانشنامه نوشته‌است.
وی در بررسی‌های انجام داده در ملایر، تحقیقاتی در مورد معبد و ارگ باستانی نوشیجان ملایر بدست آورد.

## بزرگداشت‌ها در ایران
در روز جمعه ۱۶ شهریورماه ۱۴۰۳، مرکز مطالعات ایران‌شناسی و علوم انسانی نیمروز، با حضور  علی موسوی، شاگرد و همکار ایرانی دیوید استروناخ، نخستین نشست از «سلسله نشست‌های کارنامه و فعالیت‌های ایران‌شناسان» را به بررسی و شناخت کارنامۀ علمی دیوید استروناخ اختصاص داد.

## زندگی شخصی
او در تهران با روث وادیا، باستان‌شناس اسراییلی آشنا شد و با او ازدواج کرد. دختر او تامی استروناخ است که در تهران به دنیا آمد. خانوادهٔ او در زمان انقلاب ایران به اسرائیل مهاجرت کردند و بعد از آن به ایالات متحده آمریکا رفتند.